# Pedraza (Colombia)
Pedraza é um município da Colômbia, localizado no departamento de Magdalena.